# Born (België)
Born is een dorp in de Duitstalige gemeente Amel in de Belgische provincie Luik. Het heeft bijna 600 inwoners. Born ligt in het zuidwesten van de gemeente, zo'n 4,5 kilometer ten zuidwesten van het dorpscentrum van Amel.

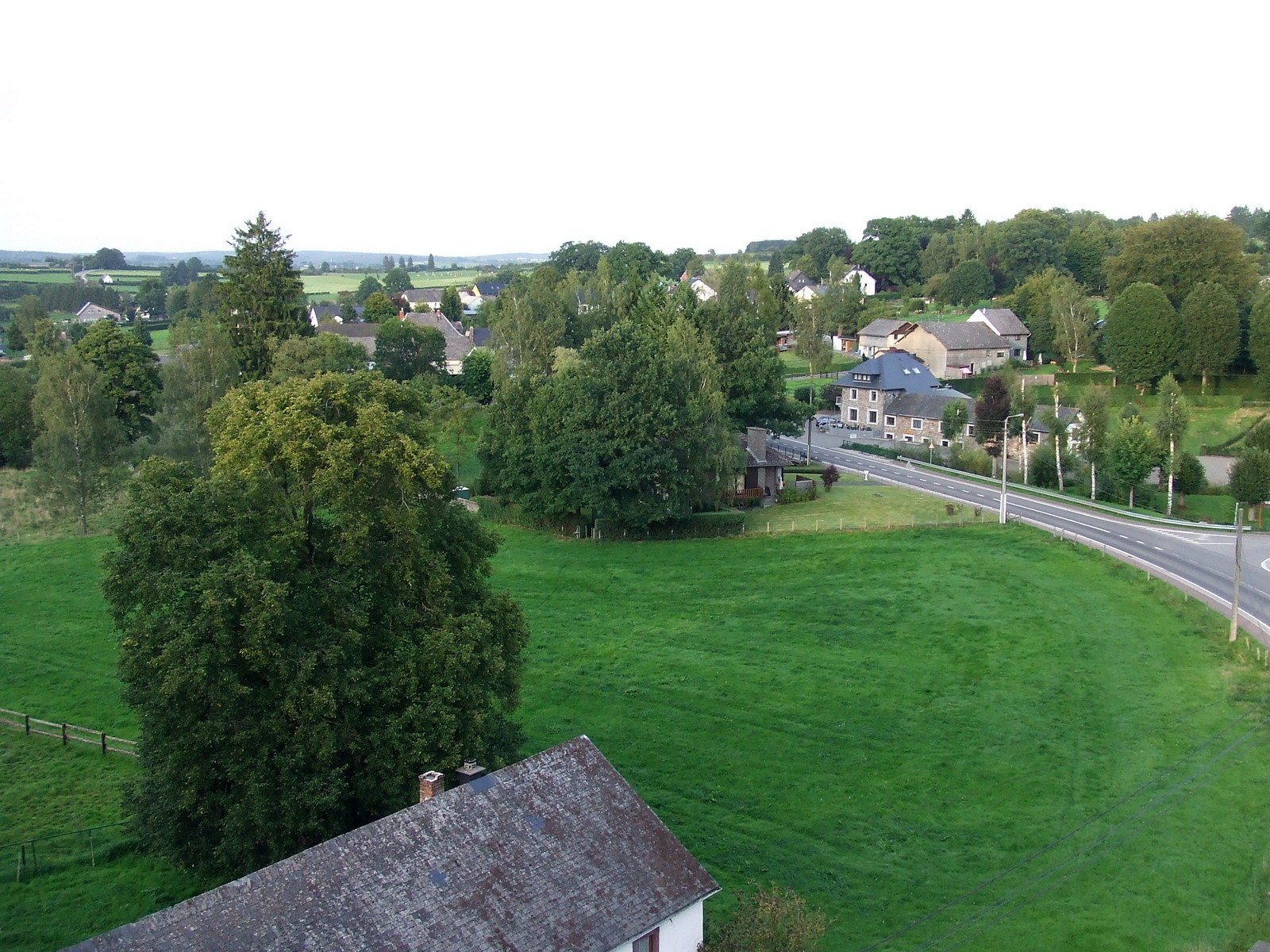
Born vanaf het spoorviaduct

## Geschiedenis
De naam Born komt van het woord bron en verwijst naar het grote aantal bronnen dat er ontspringen.
Op de Ferrariskaart uit de jaren 1770 is het dorp als Born weergegeven. Op het eind van het ancien régime, behoorde tijdens de Franse bezetting op het eind van de 18de eeuw het gebied tot het Franse departement Ourthe. Na de Franse bezetting ging het gebied naar Pruisen. Born was ondergebracht bij de gemeente Recht, waarvan het dorpscentrum vijf kilometer ten westen ligt.
Na de Eerste Wereldoorlog kwam de plaats als deel van de Oostkantons bij België.
Bij de gemeentelijke herindelingen werd in 1977 de gemeente Recht bij de stad Sankt Vith gevoegd. Born werd echter afgesplitst van Recht en werd naar de gemeente Amel overgeheveld.

## Bezienswaardigheden
Born ligt aan de Vennbahn. Het grote spoorwegviaduct, de Freiherr von Korff-Brücke, verbindt de aftakking naar Vielsalm met de Vennbahn. Het werd in 1916 gebouwd, is 285 meter lang en telt 11 bogen. Het is 18 meter hoog.

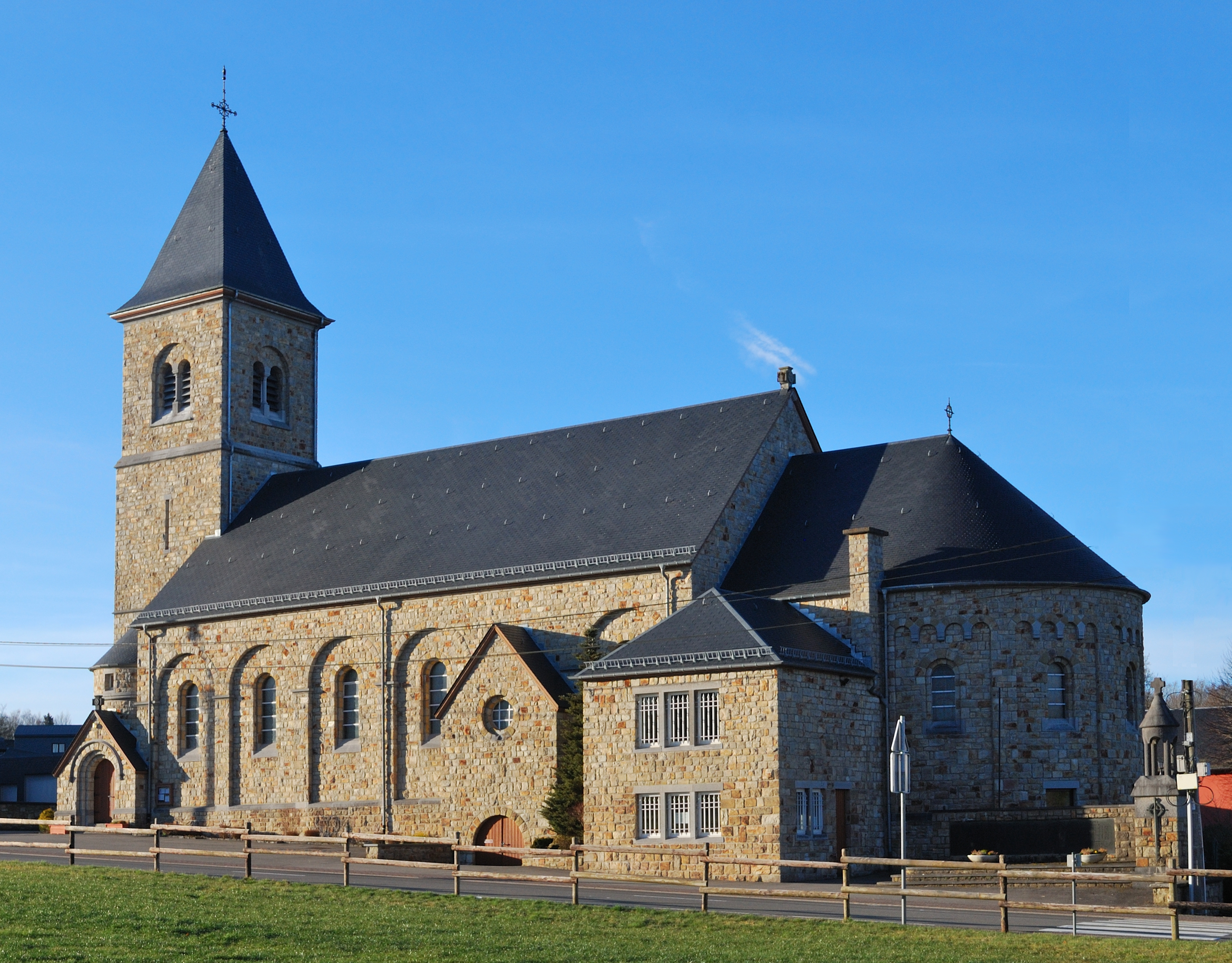
Sint-Luciakerk
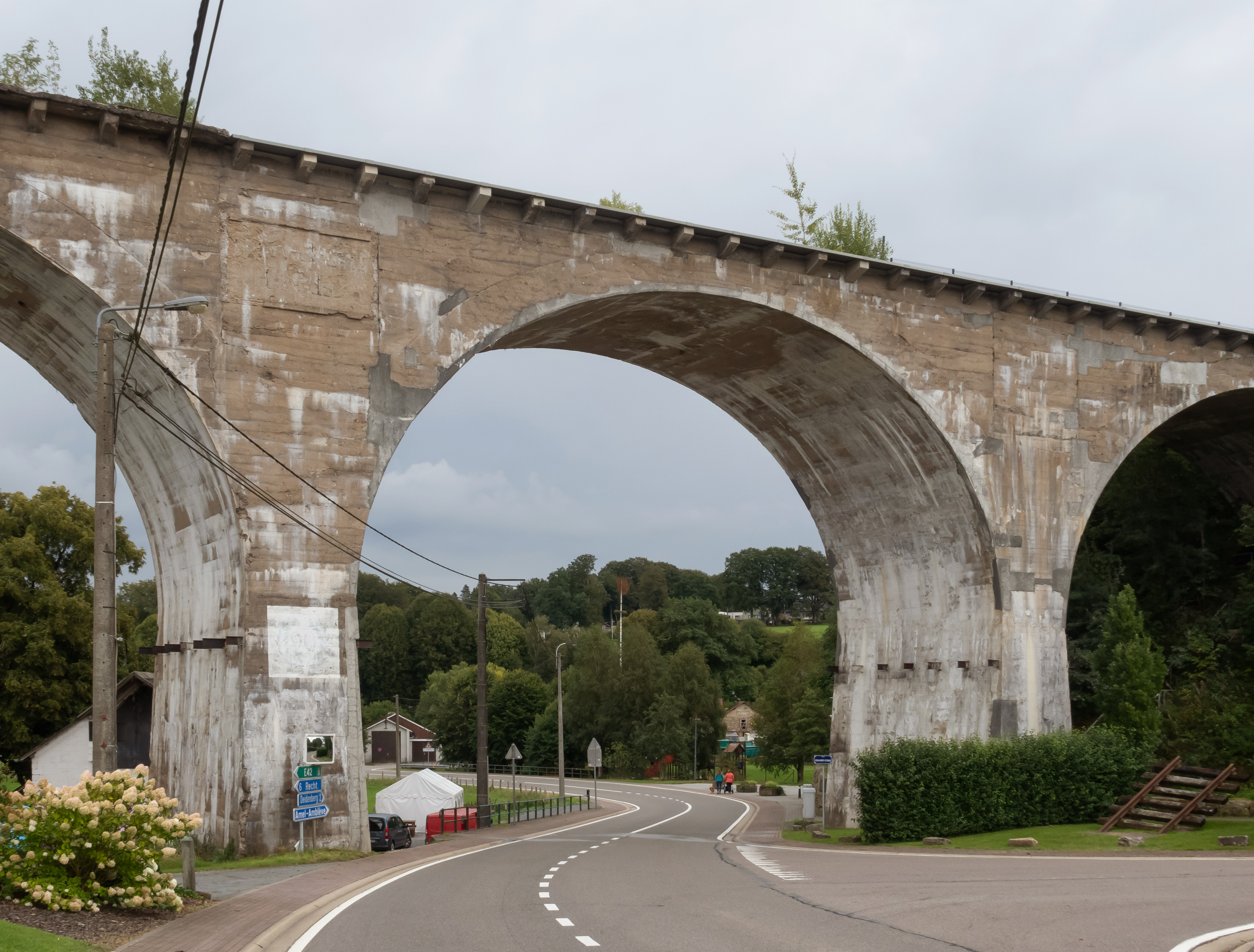
De spoorbrug van 1916
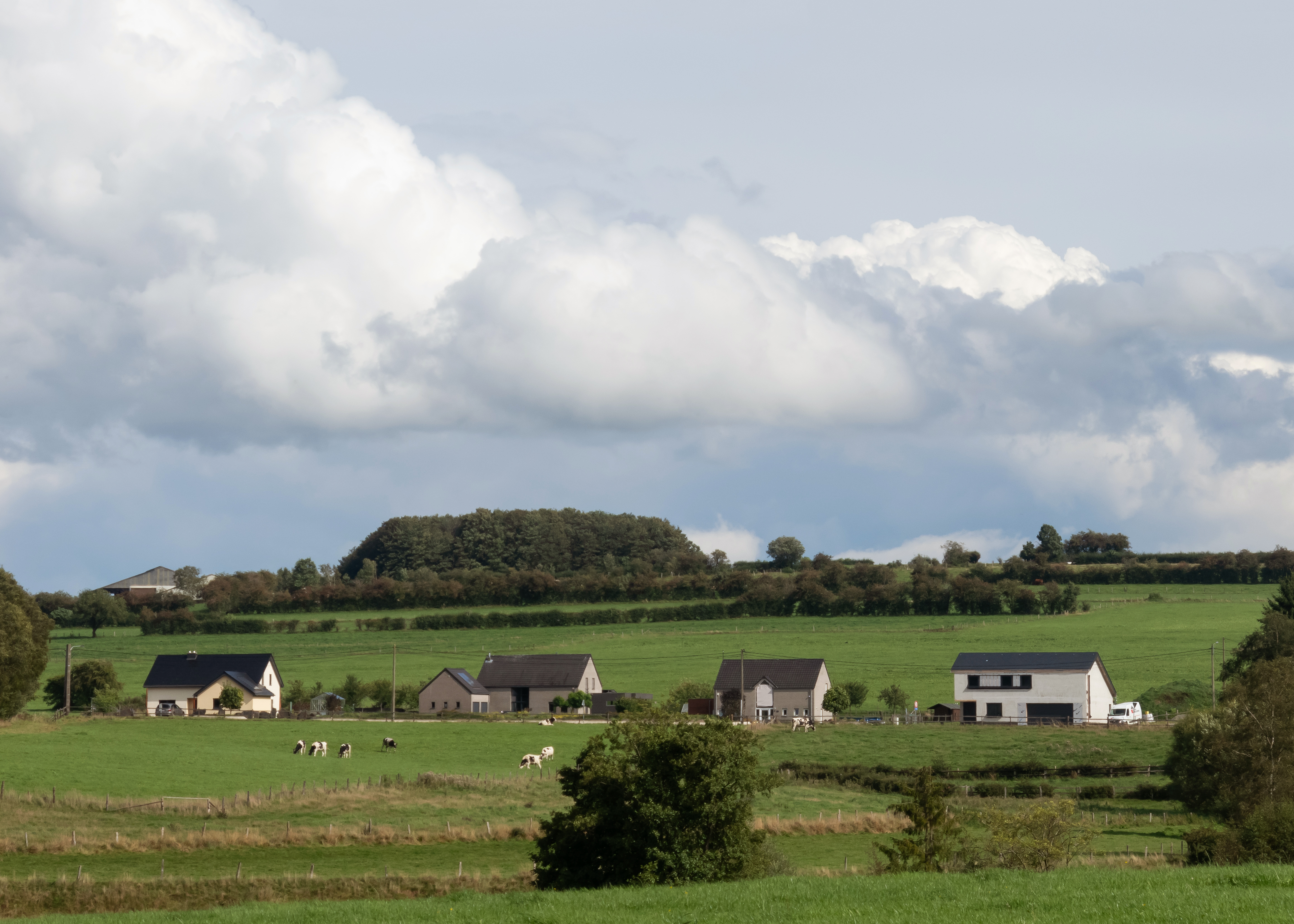
Panorama tussen Born en Deidenberg

## Verkeer en vervoer
Ten westen van Born loopt de autosnelweg A27/E42 die er een op- en afrit heeft. De N659 (Rechter Straße / Von-Korff-Straße) verbindt de autosnelweg, via het centrum van Born, met het centrum van Amel.

## Nabijgelegen kernen
Deidenberg, Montenau, Amel, Medell, Emmels, Kaiserbaracke